# Rajsko Małe
Rajsko Małe [pronunciación en polaco: /ˈrai̯skɔ ˈmawɛ/] es un pueblo ubicado en el distrito administrativo de Gmina Rozprza, dentro del condado de Piotrków, voivodato de Łódź, en el centro de Polonia. Se encuentra aproximadamente a 6 kilómetros al sureste de Rozprza, a 15 kilómetros al sur de Piotrków Trybunalski y a 60 kilómetros al sur de la capital regional, Łódź.